# Елеватор (зерносховище)

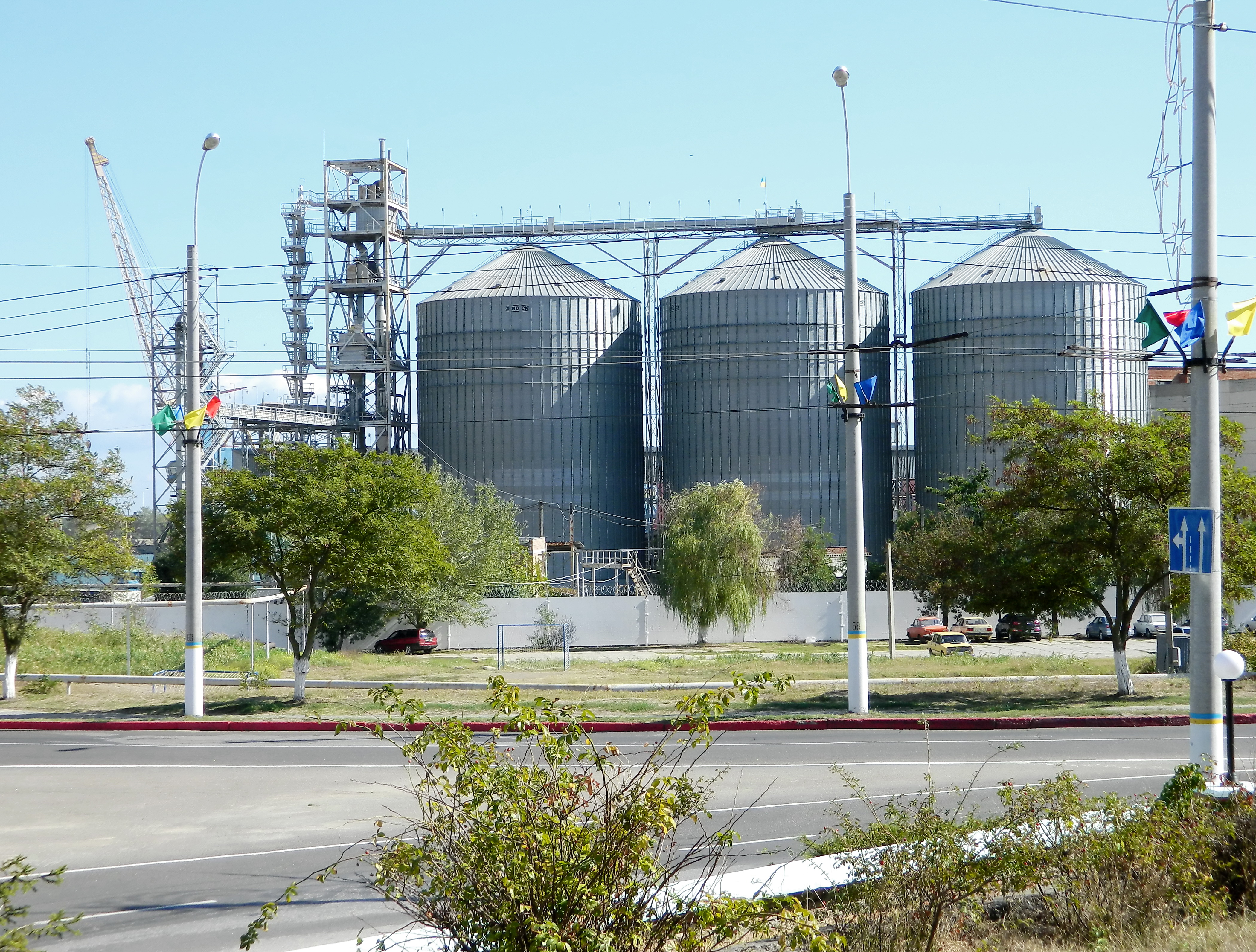
Елеватор-термінал у порту Керчі

Елева́тор (англ. elevator — «той, що підіймає») — зерносховище, обладнане для підіймання, сушіння і зберігання великої (10—150 тис. т) кількості зерна. Розрізнюють такі види елеваторів:
- заготівельні (лінійні) — приймають зерно від сільських господарств, місткість 15—100 тис. т;
- виробничі — біля млинів, місткість 8—40, іноді понад 100 тис. т;
- перевальні (базисні та портові елеватори) — для тривалого зберігання та перевантаження з одного виду транспорту до іншого, будують на великих залізничних станціях і в портах, місткість 50—150 тис. т;
- фондові (базисні) — для тривалого зберігання державного зернового резерву.

## Історія
Будівництво елеваторів стало можливим після винаходу Дж. Дартом транспортера для зерна з паровим приводом у м. Баффало (США) в 1842 р. Перший елеватор збудовано в м. Дулут (США) у 1845 р. Найбільший у світі елеватор знаходився у м. Канзас-Сіті (США). Він мав висоту 64 м і складався зі 182 зерносховищ, з яких найбільші містили по 320 т зерна[джерело?].
Деякі дослідники вважають зерновий елеватор найважливішим, але найменш визнаним винаходом в історії американського сільського господарства. Деякою мірою це стосується й історії самої Америки, враховуючи центральну роль, яку відіграло сільське господарство у перетворенні США на надпотужну державу. Вже до 1890 року відбулася швидка трансформація американського сільського господарства з первісного на потужний бізнес, на комерційній і науковій основі. Зерно було найважливішим американським продуктом і провідним товаром як національної, так і закордонної торгівлі.
Перші елеватори й облаштовані механічними пристроями зерносховища з'явилися в Російській імперії наприкінці XIX — на початку XX ст. Перші елеватори в Україні були збудовані в 1893 р. в Одесі та Миколаєві.
Протягом 1912—1916 рр. під контролем Державного банку було збудовано 42 елеватори місткістю 26 млн пудів, причому всі на європейській території власне Росії. Уряд цілковито ігнорував інтереси українських виробників хліба. Місцева преса не приховувала обурення з цього приводу: «Ми і наша Подільська губернія, — писав подільський часопис, — ця „житниця“ Південно-західного краю і всієї держави, до цього часу не маємо не тільки зерносховищ, але про них ніхто навіть не говорить, немовби нас не існує або нам ці зерносховища не потрібні і навіть зайві».
Сумарний урожай в Україні сільськогосподарських культур, зерно яких елеватори традиційно приймають на зберігання (пшениця, кукурудза, соняшник, ячмінь, соя та ріпак) у 2016 році перевищив 83 млн тонн. Місткість же зерносховищ — приблизно в 1,5–2 рази менше. Отже, місткість ринку для постачальників елеваторного обладнання та відповідних послуг величезна.

## Конструкція
Елеватор є спорудою, що складається з кількох силосів — місткостей для зерна. Силос являє собою залізобетонну башту висотою 30–50 м з круглим (діаметром 6-10 м) або квадратним (3-4 м) перерізом, або сталевий циліндр висотою до 30 м і діаметром до 20 м. Зерно з приймальних бункерів підіймають транспортерами нагору будівлі на надсилосний поверх, зважують, вичищають від домішок, висушують і по конвеєрах засипають його до силосів. Висипають зерно через воронки на дні силосу у підсилосному поверсі. Часто зерно в елеваторах дезінсекують. Температура зерна регулюється по всіх рівнях.

## Сучасний елеватор
Сучасний елеватор — це вже не просто місце для зберігання зерна. Наразі зерносховище має відповідати таким критеріям:
- Продумана структура приймання зерна для мінімізації простоїв у гарячий період сезону;
- Абсолютний облік продукції під час перебування її на території елеватора;
- Повна автоматизація всіх процесів;
- Наявність якісного обладнання для післязбиральної обробки врожаю від очищення до сушки;
- Можливість оперативного просушування великої партії вологого зерна;
- Гарантія збереженості зерна під час зберігання і можливість оперативно усунути загрози на кшталт поширення грибків чи спалаху чисельності хлібних шкідників;
- Можливість окремо зберігати різні партії зерна;
- Оперативне завантаження та відправлення продукції залізничним чи автомобільним транспортом;
- Екологічність;
- Застосування енергозбережувального обладнання.

Така мультифункціональність елеватора створює для його власника низку переваг:
- плановість робочих процесів в агрокомпанії;
- гарантія збереженості врожаю;
- точний облік вирощеної продукції;
- залучення нових клієнтів
- гарантія ефективного відправлення зерна на експорт, відтак вчасне постачання гарантовано якісної продукції великими партіями.

Всі ці чинники забезпечують стабільний високий прибуток.

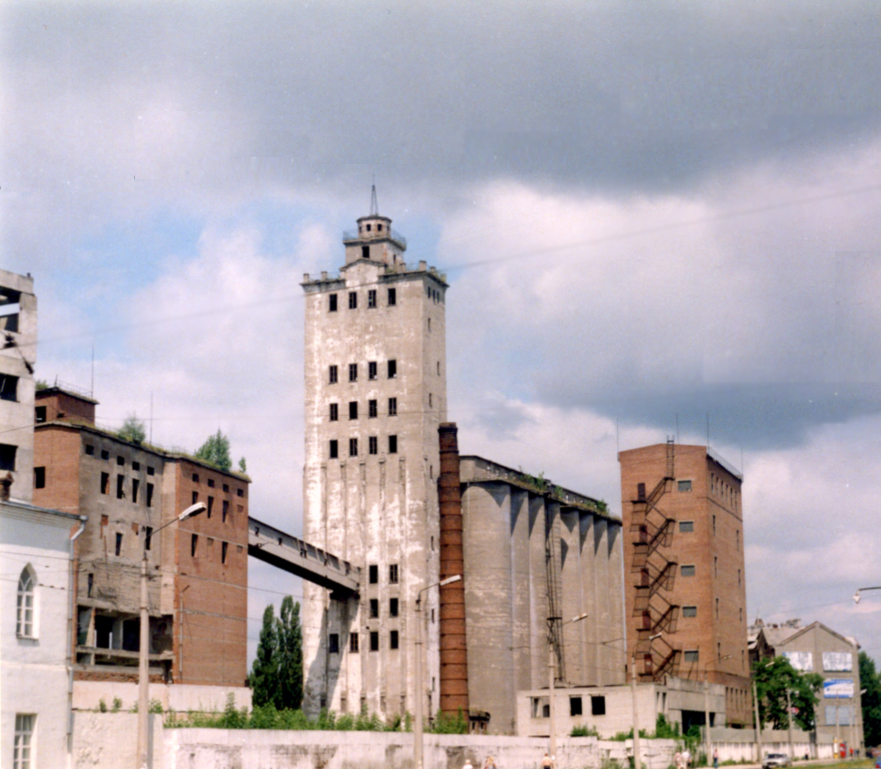
Харків
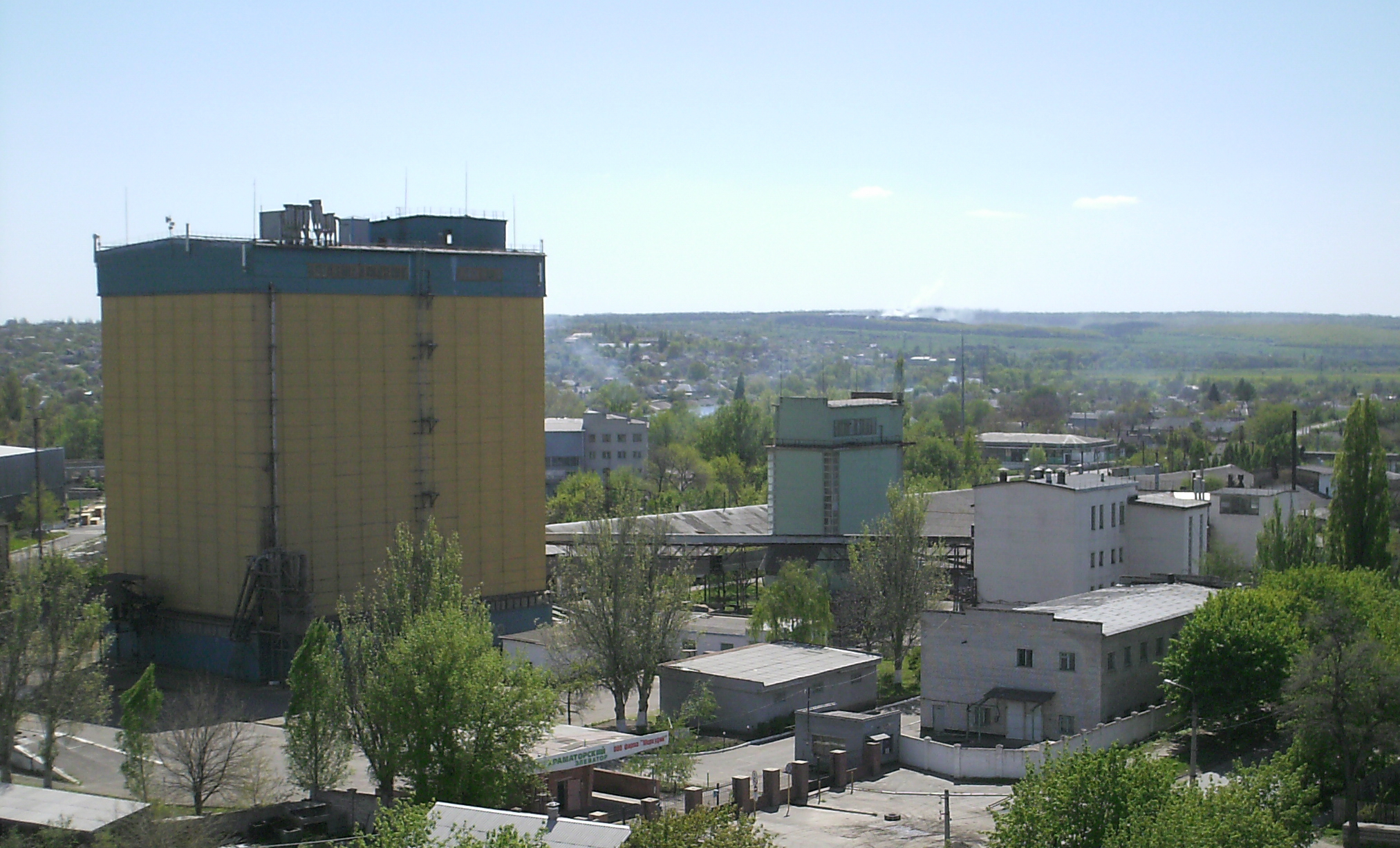
Краматорськ
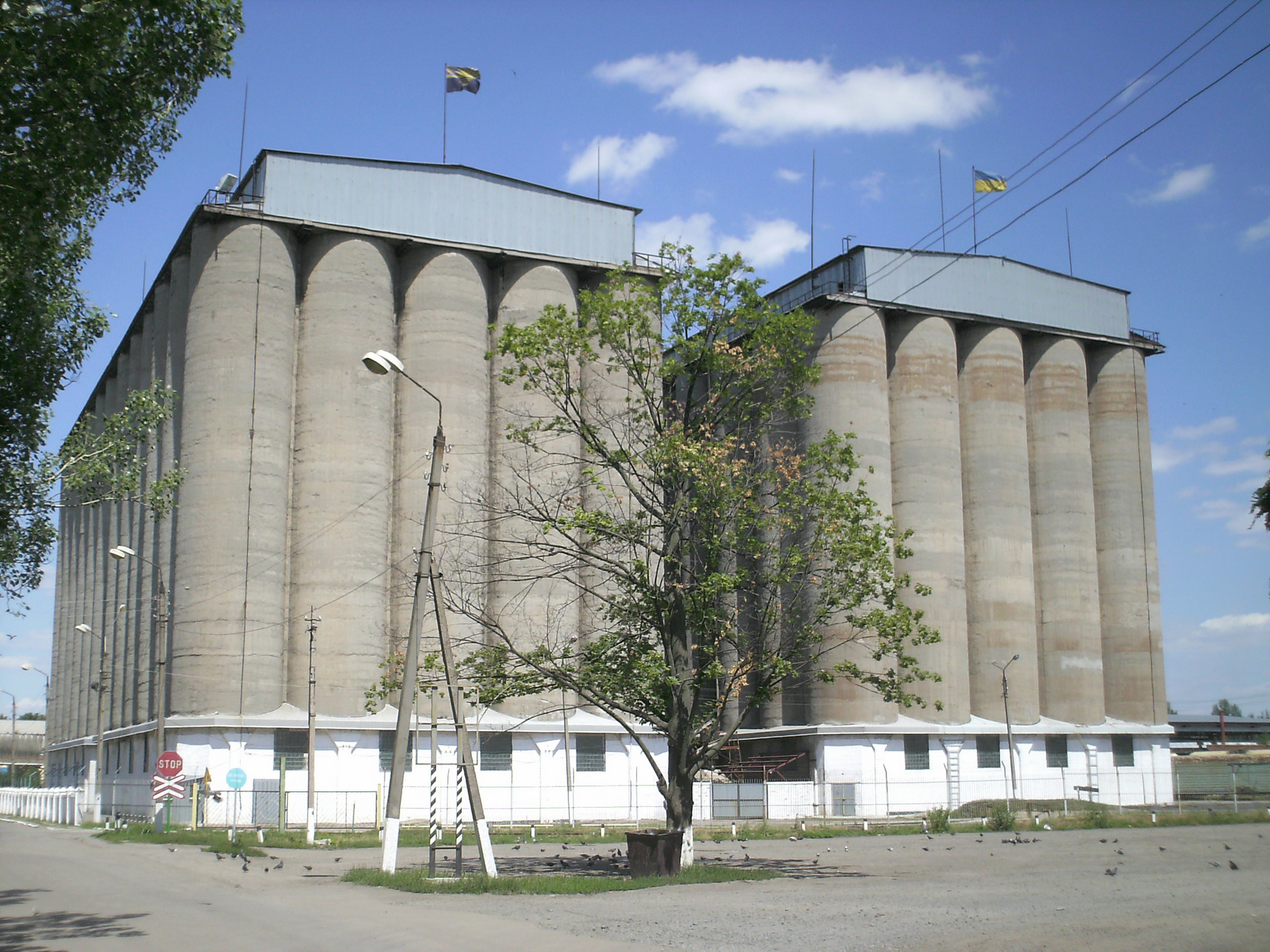
Олійжиркомбінат («Славолія») у Слов'янську
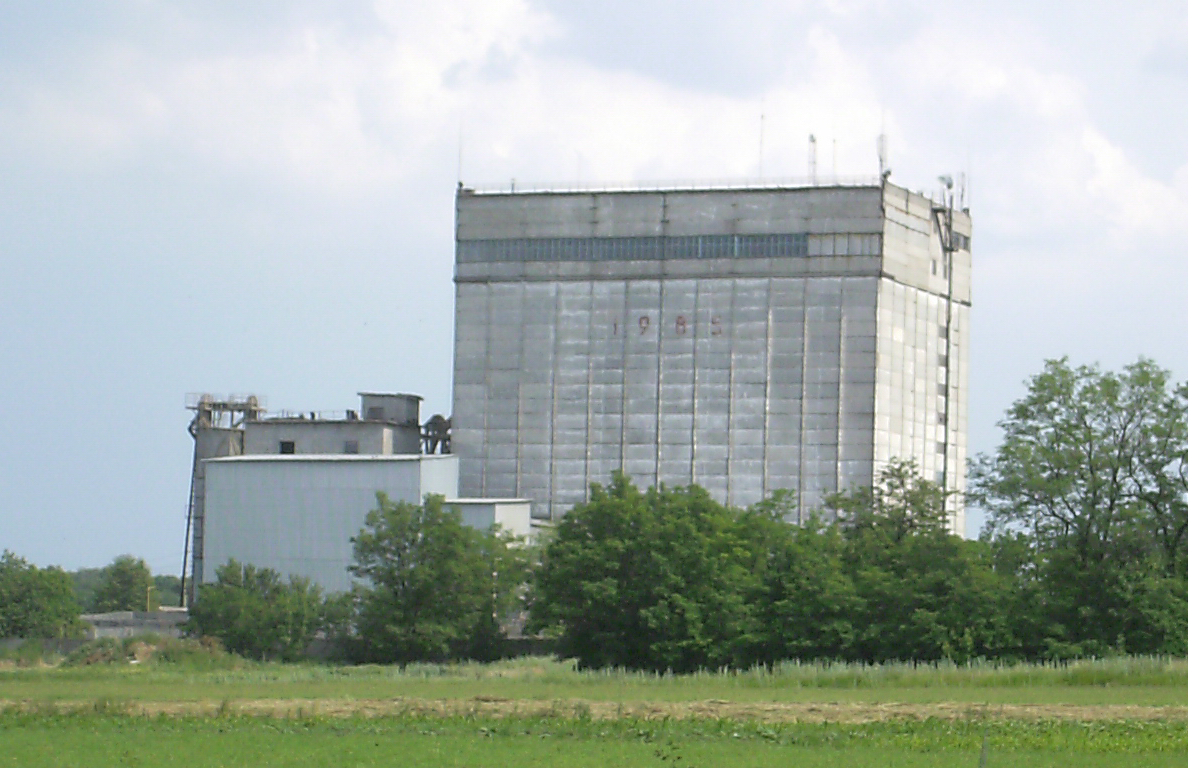
Бересток (Костянтинівський район)
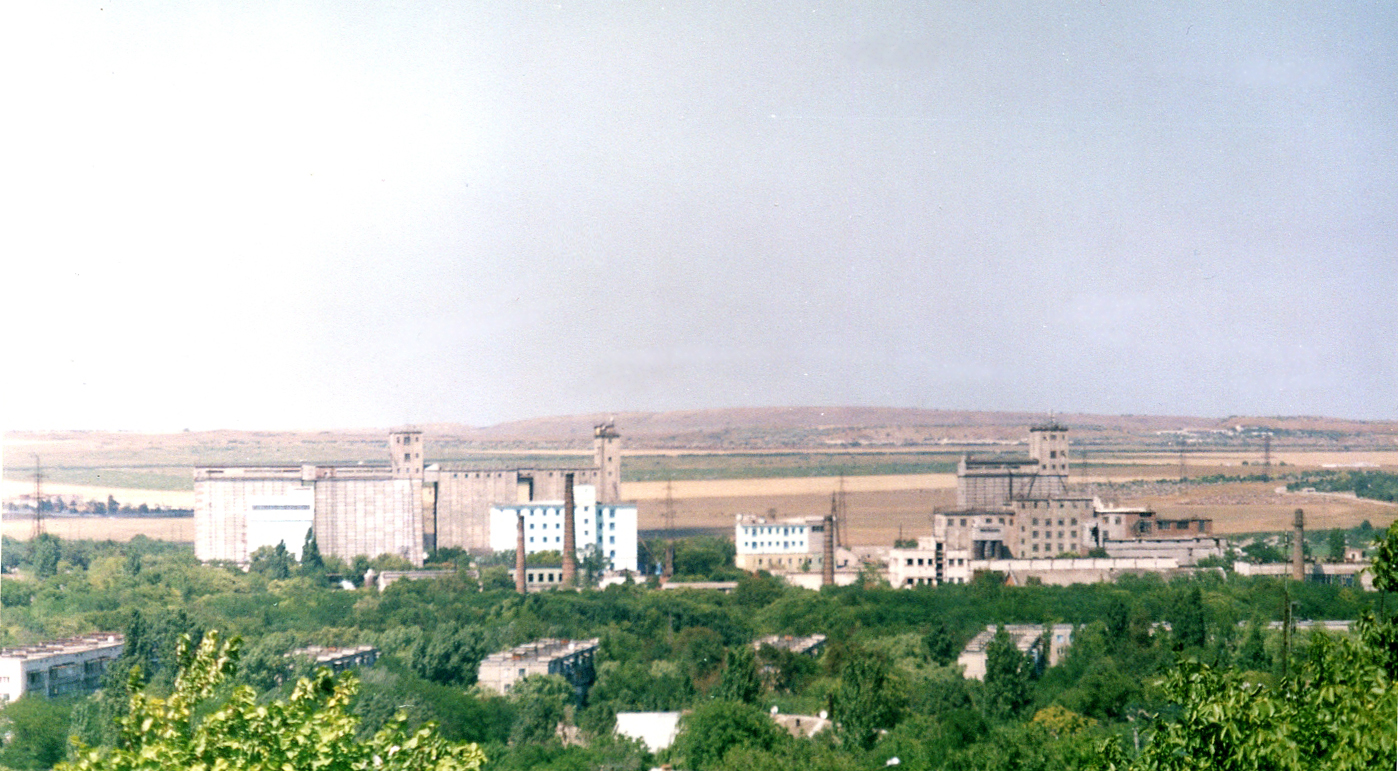
Керч
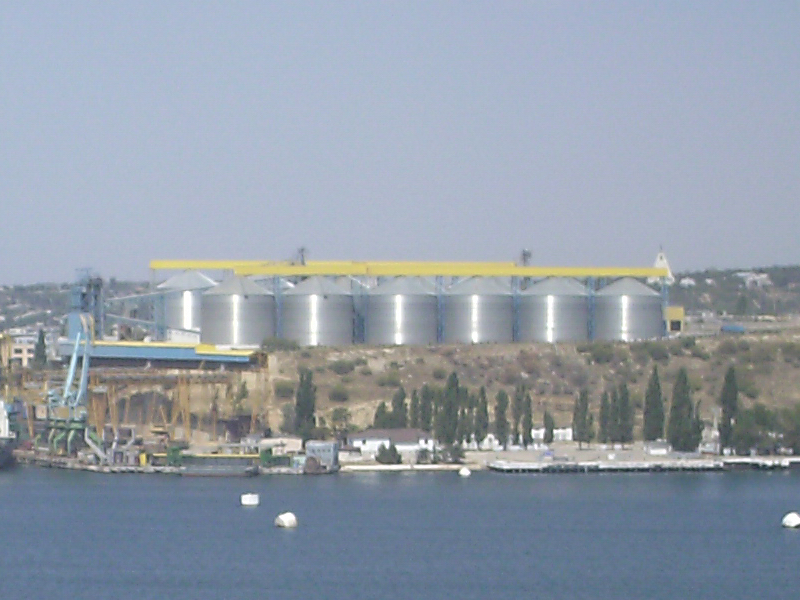
Севастопольський портовий
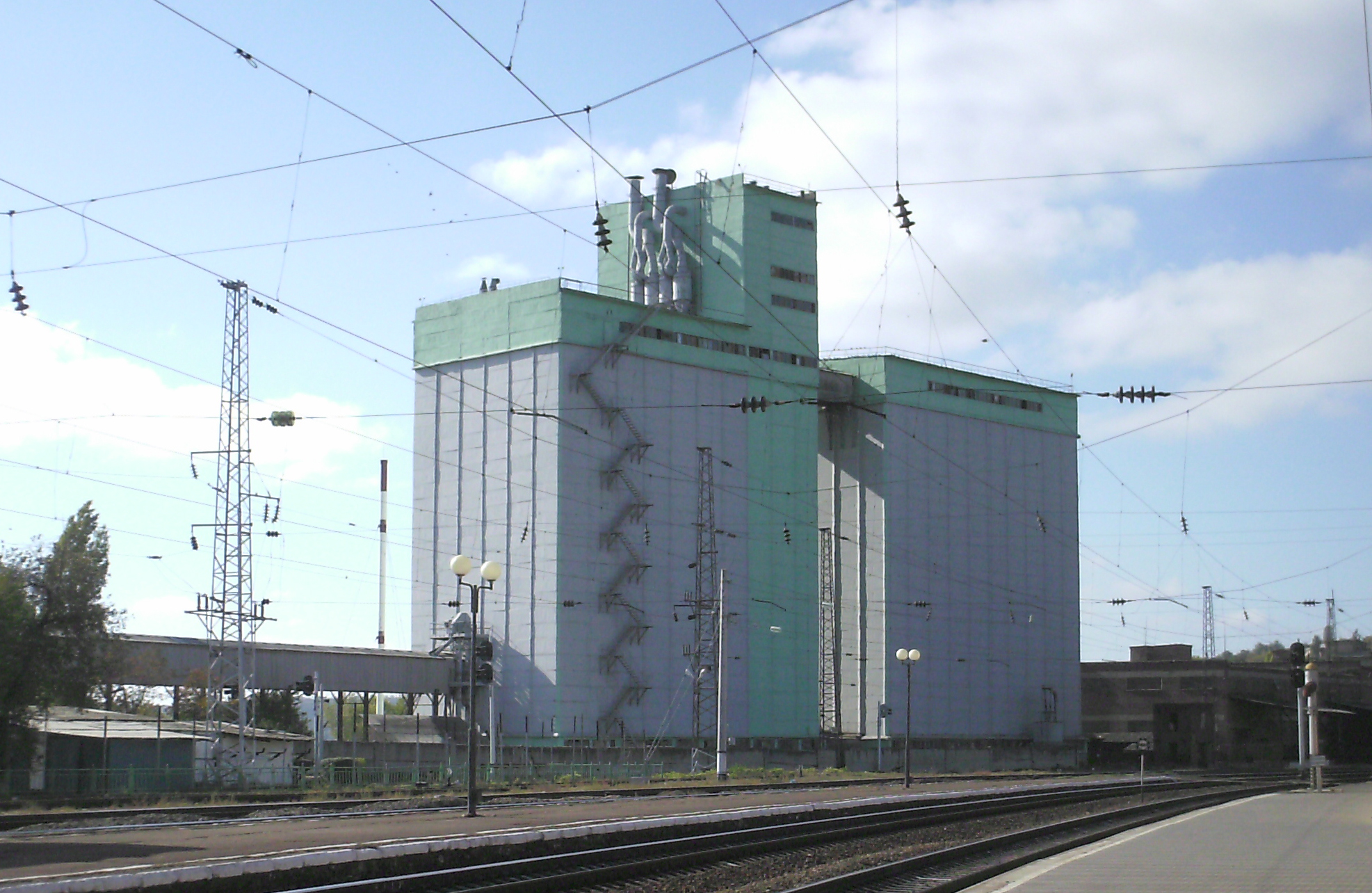
Новочеркаськ (Росія)
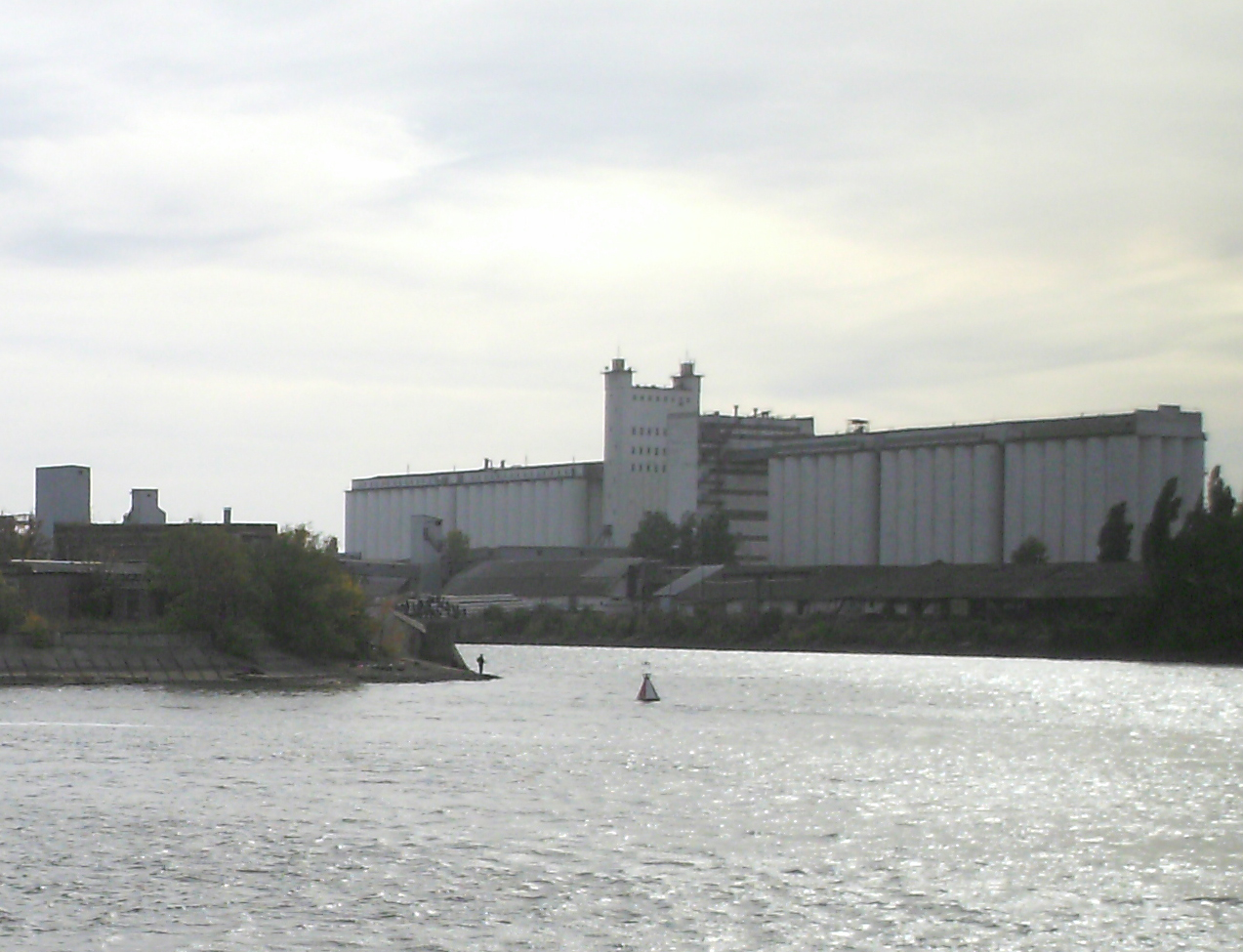
Ростов-на-Дону (Росія)